# Julie Piekarski
Julie Piekarski (Saint Louis, 2 gennaio 1963) è un'attrice statunitense, meglio conosciuta per il ruolo di Sue Ann Weaver in L'albero delle mele.

## Biografia
La Piekarski ha ottenuto il suo primo grande successo nel mondo dello spettacolo con Il club di Topolino nel 1977. Dopo aver acquisito popolarità lavorando per la Disney, è stata ingaggiata come Sue Ann Weaver in diciassette episodi de L'albero delle mele. Ha continuato ad apparire in diversi programmi televisivi, facendo soprattutto apparizioni da guest star, in particolare in Il mio amico Arnold, General Hospital, Quincy e in Tre cuori in affitto.
Dopo una breve esperienza come reporter di intrattenimento in un notiziario statunitense di St. Louis, la Piekarski ha sposato il dentista John Probst nel 1986. La coppia risiede vicino a St. Louis con i loro tre figli. Da allora le apparizioni dell'attrice in televisione sono state molto sporadiche.

## Filmografia parziale
- Il mio amico Arnold (Diff'rent Strokes) - serie TV, un episodio (1979)
- L'albero delle mele (The Facts of Life) - serie TV, 17 episodi (1979-1986)
- Tre cuori in affitto (Three's Company) - serie TV, episodio 7x18 (1983)